# 永岡蓮王
永岡 蓮王（ながおか れお、2005年12月27日 - ）は、日本の男性アイドル。STARTO ENTERTAINMENTジュニア所属ユニット「AmBitious」のメンバー。大阪府出身。身長168 cm。血液型A型。入所日は2019年12月22日。

## 来歴
- 2019年12月、ジャニーズJr.（現STARTO ENTERTAINMENTジュニア）として入所。[3]
- 2021年10月、アイドル誌『Myojo』でユニット「AmBitious」の結成が発表され、メンバーとして活動を開始。[4]
- 2023年2月、初の単独舞台『アンビリーバボー』を東京グローブ座・サンケイホールブリーゼで上演。[5][6]

## 人物
- 趣味は「寝る・バスケ・テニス」、特技は「ダンス・人の懐に入ること」。将来は「ソロコンサート」を目指している。[7]
- 小学生時代にバスケ経験あり。「スポーツで培った強い心臓」としてスポーツ紙に紹介される。[8]
- メンバーカラーは白。[9]

## 出演
テレビ
- 『まいジャニ』（関西テレビ） – 関西ジャニーズJr.としてレギュラー出演。[10]
- 『ザ少年倶楽部』（NHK‐BS） – AmBitiousメンバーとして不定期出演。[11]

ラジオ
- 『カンバリ！』（FM大阪） – AmBitiousとして週替わりパーソナリティ出演。[12]

舞台
- 『アンビリーバボー』（2023年、東京グローブ座・サンケイホールブリーゼ） – AmBitiousとして。[13]

コンサート
- 『関西ジャニーズJr. LIVE 2021–2022 THE BEGINNING ～狼煙～』（2021年、大阪城ホール）。[14]
- 『AmBitious 初単独コンサート ～We are AmBitious～』（2022年、大阪松竹座）。[15]
- 『関西ジャニーズJr. フレッシュLIVE 2023』（2023年、オリックス劇場）。[16]
- 関西ジャニーズJr.『あけおめライブ 2024 The 笑門来福』（2024年1月3〜5日、大阪城ホール） – 全5公演でAmBitiousとして出演。[17][18]
- 『AmBitious LIVE TOUR 2024「Ambitious World」』（2024年、東京・大阪他）。[19]

雑誌
- 『Myojo』（集英社） – Jr.大賞企画およびAmBitious特集で登場。

振付
- AmBitiousのライブを含め、一部振付に参加したと紹介されている。[20]

## ディスコグラフィー
（参加楽曲など、該当する情報があれば追記してください）